# J. L. Pilcher
John Leonard Pilcher, född 27 augusti 1898 på en farm nära Meigs, Georgia, USA, död 20 augusti 1981, var en amerikansk politiker som representerade Georgia i representanthuset.